# Faustin Hélie
Faustin Hélie (* 31. Mai 1799 in Nantes; † 22. Oktober 1884 in Passy) war ein französischer Rechtsgelehrter. Er war 1837 leitender Chef des Kriminalamtes in Paris, 1848 Professor am Collège de France. Für die provisorische Regierung, die nach der Februarrevolution 1848 gebildet wurde, formulierte er drei Dekrete über die Mehrheit in Geschworenengerichten, über die vorläufige Freilassung und über die Abschaffung des Prangers. 1849 wurde er als Rat am Kassationshof berufen und war seit 1855 Mitglied der Académie des sciences morales et politiques. Als die französische Strafrechts- und Strafprozeßrechtsdogmatik nachhaltig beeinflussende Werke gelten seine „Théorie du code pénal“ und „Traité de l'instruction criminelle“.

## Veröffentlichungen
1828 gründete er zusammen mit A. Chauveau das Journal de droit criminel. Er schrieb eine große Zahl von Artikeln für die Encyclopédie du droit, die Revue de législation und die die Gazette des tribunaux.
Er gab eine kommentierte Ausgabe der L’Instruction civile von Mangin und des Traité de droit pénal von Rossi heraus.

## Ehrungen
- 1839 Kreuz der Ehrenlegion
- 1855 Mitglied der Académie des sciences morales et politiques, als Nachfolger von  Alexandre-François Vivien
- 1859 Offizier der Ehrenlegion
- Rue Faustin Hélie in Paris